# Clay Matthews III
William Clay Matthews III é um jogador de futebol americano aposentado que jogava na posição de linebacker na National Football League. Entre 2008 e 2018, vestiu a camisa do Green Bay Packers, time com quem venceu um Super Bowl (o XLV).

## Infância
Clay nasceu a 14 de Maio de 1986, em Agoura Hills, na Califórnia. É neto de Clay Matthews, filho de Clay Matthews Jr. e sobrinho de Bruce Matthews. Os três jogaram na National Football League ou NFL. Assim, pode-se dizer que houve muita influência familiar na sua decisão de se tornar jogador de futebol americano.

## Começo da carreira
Clay estudou na Agoura High School onde teve pretensões de se tornar jogador de futebol americano, mas cresceu tardiamente e aos 18 anos ainda não tinha tamanho suficiente para entrar na equipa da sua escola. O próprio pai acabou por não o aceitar na mesma, sendo ele o treinador. Clay acabou o liceu e ingressou na USC - University of South California. Nessa altura, já grande, conseguiu entrar na equipa, onde jogou de 2005 até 2008, treinado por Pete Carroll e juntamente com outros jogadores, entre eles Brian Cushing, Rey Maualuga e Kaluka Maiava. Em 2008, conseguiu entrar nos Green Bay Packers.

### Uso de esteróides
Em 2010, Brian Cushing foi suspenso pela utilização de drogas para melhoramento de performance, que são ilegais. No seu sangue tinha elevados níveis da hormona hCg, durante um teste feito em 2009. Imediatamente, os rumores de que Matthews estaria também a utilizar esses esteróides surgiram, uma vez que, para além da amizade com Cushing, a passagem de 76 quilos para 116 levantava muitas suspeitas de como tal teria acontecido. Mas o jogador imediatamente negou, dizendo que teve um crescimento tardio e que com muito esforço e trabalho conseguiu realmente chegar ao nível físico necessário. Testes negaram o uso e deram razão a Matthews.

## NFL

### Green Bay Packers

Clay Matthews em 2011.

Matthews foi draftado no Draft de 2009 da NFL, na escolha nº 26 overall pelo Green Bay Packers.
Ele marcou seu primeiro touchdown defensivo durante um Monday Night Football contra o Minnesota Vikings; Matthews tirou a bola do Adrian Peterson e correu até a endzone para marcar o TD. Depois em um jogo contra o Detroit Lions, ele fez 3 tackles, deu assistência para mais 2 e sacou o QB Daunte Culpepper duas vezes. Venceria o Pepsi NFL Rookie of the Week (Melhor Defensor da Semana) award for his performance.
Mais tarde contra o Dallas Cowboys, Clay teve outro grande jogo: fez 1 tackle, recuperou dois 2 fumbles forçados pelo cornerback Charles Woodson e sacou o quarterback Tony Romo, o que o fez receber mais uma nomeação a Jogador Defensivo da Semana.
Matthews teve seu melhor jogo na semana 13 daquela temporada quando ele foi nomeado para Jogador Defensivo da Semana pela NFC. Matthews fez seis tackles, dois sacks e forçou um fumble na vitória dos Packers por 27 a 14 sobre Baltimore.
No jogo entre os Packers e seu rival Chicago Bears no Soldier Field em 13 de dezembro de 2009, Matthews fez seu oitavo sack na temporada o que o empatou com Tim Harris e Vonnie Holiday em relação ao recorde de maior número de sacks numa única temporada para um calouro pelos Packers. Na semana seguinte ele fez mais dois sacks contra o Pittsburgh Steelers e se tornou o novo recordista do seu time neste quesito.
Ele foi para o Pro Bowl de 2009, substituindo o LB dos Bears Lance Briggs. Ele é o primeiro calouro dos Packers a ir a um Pro Bowl desde que o WR James Lofton foi em 1978.
Matthews foi nomeado Jogador Defensivo do Mês pela NFL em setembro de 2010 depois de fazer 6 sacks nas primeiras duas semanas da temporada de 2010.
Depois de fazer 13.5 sacks em 15 jogos em 2010, Matthews foi nomeado para o Pro Bowl de 2011 pela NFC. Ele terminou em segundo lugar na votação para Melhor Jogador de Defesa do Ano, atrás de Troy Polamalu. No Super Bowl XLV, os Packers venceram o Pittsburgh Steelers por 31 a 25. Matthews fez 3 tackles e forçou um fumble na conquista do título.
Matthews terminou a temporada de 2011 com sua menor marca em tackles (50) e sacks (6.0) na carreira, apenar de ter jogado 15 dos 16 jogos. Ele liderou os Packers em pressão sobre o QB adversário pelo terceiro ano seguido. Apesar dos números baixos nas principais estatísticas, ele melhorou em outros aspectos do seu jogo. Ele conseguiu 3 interceptações, defletiu 9 passes e forçou 3 fumbles. Ele também conseguiu anotar seu 3º touchdown defensivo. Ainda assim, a defesa dos Packers permaneceu abaixo da média de temporadas anteriores. Porém, ele foi nomeado para seu terceiro Pro Bowl seguido.

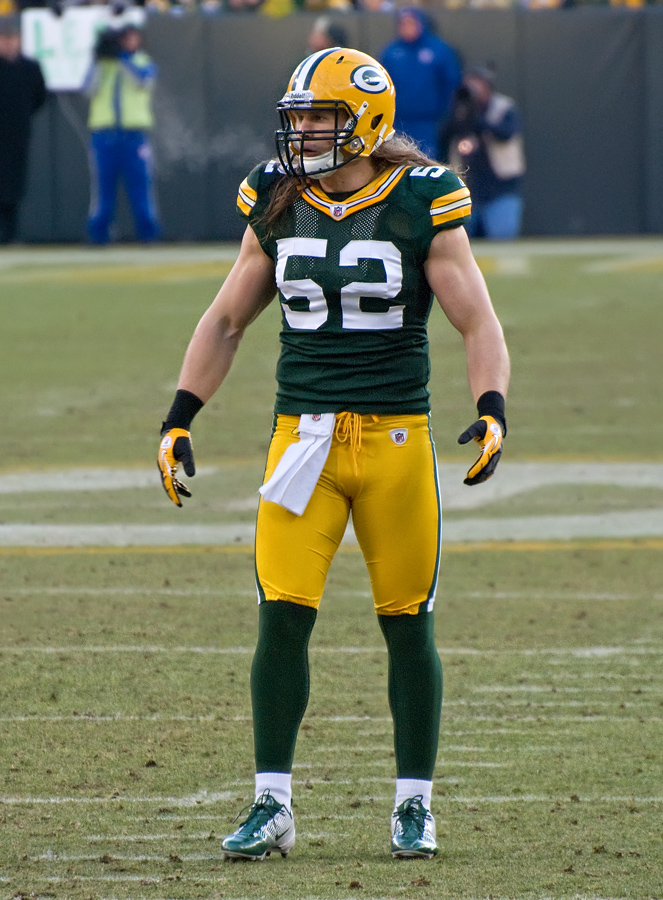
Matthews em 2012.

Em 2012 e 2013, o jogador sofreu com contusões e perdeu alguns jogos. Mesmo assim, nestes dois anos, conseguiu 84 tackles, 20 sacks e forçou 4 fumbles.
Em 2014 teve outro bom ano e foi selecionado para o Pro Bowl. Já 2015 foi mais um bom ano, com 66 tackles e 6,5 sacks. Em 2016, 2017 e 2018, sua produtividade viu um pequeno declínio.

### Los Angeles Rams
Em 19 de março de 2019, Matthews assinou um contrato de dois anos com o Los Angeles Rams. Após um ano apagado, foi dispensado no começo de 2020.

## Vida pessoal
Clay tem uma irmã, Jennifer, e três irmãos, dois dos quais (Kyle e Casey) jogam também futebol. O seu primo Kevin também é jogador de futebol pelos Tennessee Titans.
Clay já admitiu gostar de Justin Bieber e Usher, numa entrevista após os Grammy 2011.[carece de fontes?] Na mesma entrevista, admitiu também ser fã da equipa de basquetebol Los Angeles Lakers.